# 高原宁
高原宁（1963年4月—），男，祖籍黑龙江齐齐哈尔，生于黑龙江牡丹江，中国高能物理实验学家，北京大学教授，北京大学物理学院院长。

## 生平
高原宁高中毕业于牡丹江市第一高级中学。1979年，他考入北京大学物理系，1983年本科毕业，获理学学士学位。本科毕业后，他在北京大学物理系理论物理专业攻读研究生，1989年获理学博士学位。
博士毕业后，高原宁进入中国科学院高能物理研究所工作。1992年起，他先后在英国伦敦大学皇家霍洛威学院、美国威斯康星大学麦迪逊分校任职，期间在欧洲核子研究中心进行粒子物理实验。2000年底，高原宁入选清华大学百人计划，被聘为清华大学工程物理系教授，负责在清华大学组建团队参加大型强子对撞机国际合作。2002年，他获得国家杰出青年基金。2004年至2018年，高原宁担任了清华大学高能物理研究中心主任。2010年，他接受了癌症手术，顺利康复。2017年，为表彰他领导实验发现五夸克粒子，中国物理学会授予他2016-2017年度王淦昌物理奖。同年，他入围了中国科学院院士增选初步候选人名单（数学物理学部），但最终未当选院士。2018年9月，他调动到北京大学物理学院，出任核物理与核技术国家重点实验室主任。2018年11月13日，中共北京大学党委组织部发布公告，拟任命高原宁为北京大学物理学院院长，公示期自11月14日至20日。11月26日，高原宁正式出任北京大学物理学院院长。

## 学术贡献
高原宁主要研究高能对撞机粒子物理实验与粒子物理理论，研究领域包括τ-粲物理、寻找新粒子、量子色动力学的实验检验、b物理、CP破坏等。
高原宁参与领导欧洲核子研究中心大型强子对撞机底夸克探测器（LHCb）国际合作实验工作。他是LHCb国际合作中国组负责人。LHCb国际合作团队在2015年发现了五夸克粒子，英国物理学会期刊《物理世界》将此事列入国际物理学年度十项重大突破，美国物理学会期刊《物理》年度国际物理学八项重要成果评选中这项发现排名第二。2017年，LHCb国际合作团队探测到了新粒子双粲重子，中国组为此做出了关键贡献。双粲重子的发现入选了中华人民共和国科技部基础研究管理中心组织评选的2017年中国科学十大进展。